# Trenčín (distrito)
O Distrito de Trenčín (em eslovaco Okres Trenčín) é uma unidade administrativa da Eslováquia Noroeste, situado na Trenčín (região), com 112.767 habitantes (em 2001) e uma superficie de 672 km². Sua capital é a cidade de Trenčín, que também é a capital da região.

## Demografia
| Ano:        | 1994    | 2004    | 2014    | 2024    |
| ----------- | ------- | ------- | ------- | ------- |
| Broj ljudi: | 113 057 | 112 515 | 113 863 | 113 208 |
| Razlika:    |         | -0,47%  | +1,19%  | -0,57%  |

| Ano:               | 2023    | 2024    |
| ------------------ | ------- | ------- |
| Número de pessoas: | 113 225 | 113 208 |
| Diferença:         |         | -0,01%  |

## Cidades
- Nemšová
- Trenčianske Teplice
- Trenčín (capital)

## Municípios
- Adamovské Kochanovce
- Bobot
- Dolná Poruba
- Dolná Súča
- Drietoma
- Dubodiel
- Horná Súča
- Horňany
- Horné Srnie
- Hrabovka
- Chocholná-Velčice
- Ivanovce
- Kostolná-Záriečie
- Krivosúd-Bodovka
- Melčice-Lieskové
- Mníchova Lehota
- Motešice
- Neporadza
- Omšenie
- Opatovce
- Petrova Lehota
- Selec
- Skalka nad Váhom
- Soblahov
- Svinná
- Štvrtok
- Trenčianska Teplá
- Trenčianska Turná
- Trenčianske Jastrabie
- Trenčianske Mitice
- Trenčianske Stankovce
- Veľká Hradná
- Veľké Bierovce
- Zamarovce